# Potoky
Potoky (bis 1927 slowakisch „Potoka“; ungarisch Pataki – bis 1902 Potoka) ist eine Gemeinde in der nordöstlichen Slowakei. Der Name bedeutet auf Deutsch etwa „Bäche“.

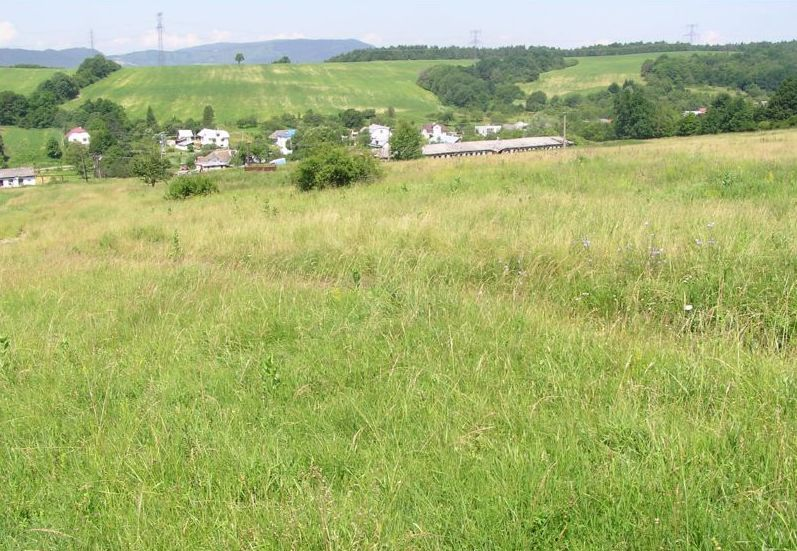
Blick auf Potoky

2001 gaben 83 von 87 Einwohnern slowakisch als Nationalität an.

## Lage
Der Ort liegt etwa sechs Kilometer nördlich von Stropkov und ebensoweit entfernt südöstlich von Svidník im Bergland Ondavská vrchovina.

## Geschichte
Der Ort wurde 1551 zum ersten Mal schriftlich erwähnt.
1910 hatte er 116 – überwiegend russinische – Einwohner. Bis zum Friedensvertrag von Trianon lag der Kreis Stropkov im Komitat Semplin im Königreich Ungarn.

## Bevölkerung
| Jahr                | 1994 | 2004    | 2014    | 2024     |
| ------------------- | ---- | ------- | ------- | -------- |
| Anzahl der Personen | 102  | 92      | 93      | 82       |
| Unterschied         |      | −9,80 % | +1,08 % | −11,82 % |

| Jahr                | 2023 | 2024    |
| ------------------- | ---- | ------- |
| Anzahl der Personen | 83   | 82      |
| Unterschied         |      | −1,20 % |

## Sehenswürdigkeiten
- Holzkirche Sankt Paraskeva (1773)